# Sadegh Hedajat
Sadegh Hedajat (صادق هدایت, inny zapis imienia: Sadeq, ur. 17 lutego 1903 w Teheranie, zm. 4 kwietnia 1951 w Paryżu) – perski prozaik, jeden z najważniejszych współczesnych pisarzy urodzonych w Iranie, uważany za odnowiciela tamtejszej literatury. 

## Życiorys
Hedajat urodził się w arystokratycznej rodzinie. Uczęszczał do francuskiej szkoły średniej w Teheranie, a po jej ukończeniu (w 1925) wyjechał na studia do Francji oraz Belgii. Do ojczyzny wrócił po 4 latach. 
W swojej twórczości udanie łączył wpływy nowoczesnej literatury zachodniej (Kafka, egzystencjalizm) z perską tradycją i mistyką – Hedajat był badaczem historii oraz folkloru Iranu, tłumaczył literaturę z języka pahlawijskiego.
Powieść Ślepa sowa (tyt. oryginału بوف کور) jest uznawana za szczytowe osiągnięcie w twórczości pisarza. Pierwszy nakład tej książki ukazał się w 1937 r. nie w Iranie, lecz w Indiach. Akcja tej niewielkiej, onirycznej książeczki rozgrywa się w nieokreślonym miejscu i czasie, wśród oparów opium. Bohater utworu próbuje uciec przed otaczającą go nieciekawą rzeczywistością i własnymi problemami w świat narkotyków, a nawet choroby psychicznej.
Hedajat występował przeciw irańskiemu porządkowi społecznemu, duchowieństwu i monarchii. W 1950 ponownie wyjechał do Paryża, gdzie rok później popełnił samobójstwo, odkręcając kurek z gazem w kuchni swojego mieszkania.
Pochowany został na cmentarzu Père-Lachaise.

## Dzieła
- Literatura piękna
  - Zende be gur (Pochowany żywcem) – 1930
zawiera opowiadania: Zende be-gur, Hadżdżi Morad, Asir-e faransawi, Dawud-e gużposzt, Madlin, Ataszparast, Abdżi chanum, Mordechorha; w drugim wydaniu (Teheran, 1952) dodane Ab-e zendegi
  - Saje-je Moqol (Cień Mongoła) – 1931
  - Se qatre chun (Trzy krople krwi) – 1932
zawiera opowiadania: Se qatre chun, Gerdab, Dasz Akol, A'in-e szekaste, Talab-e amorzesh, Lale, Suratakha, Changal, Mardi ke nafsasz ra koszt, Mohallel, Godżaste Deż
  - Saje-je rouszan (Światłocień) – 1933
zawiera opowiadania: S.G.L.L., Zani ke mardesz ra gom kard, Arusak-e poszt-e parde, Afarinegan, Szabha-je Waramin, Acharin labchand, Pedaran-e Adam
  - Alawije chanum (Pani Alawije)
Waq Waq Sahab (Pan Piszczałka) – 1933
  - Buf-e kur (Ślepa sowa) – 1937
  - Sag-e welgard (Bezdomny pies) – 1942
zawiera opowiadania: Sag-e welgard, Don Żuan-e karadżi, Bombast, Katia, Tacht-e Abunasr, Tadżalli, Tarikchane, Mihanparast
  - Welengari (Ploteczki) 
Ab-e zendegi (Woda życia) – 1944
zawiera opowiadania: Morq-e ruh, Zir-e bute, Farhang-e Farhangestan, Dast bar qaza, Char-e Dadżdżal, Namak-e torki
  - Hadżi aqa (Pan Hadżi; na j. polski przełożone jako: Hadżii Agha) – 1945
  - Farda (Jutro) – 1946
  - Tup-e morwarid (Perłowa armata) – 1947
  - Dasz Akol

- Sztuki (1930–1946)
  - Parwin dochtar-e Sasan (Parwin, córka Sasana)
  - Mazijar
  - Afsane-je afarinesz (Baśń o stworzeniu świata)

- Opisy podróży
  - Esfahan nesf-e dżahan (Isfahan – [jak] pół świata)
  - Ru-je dżadde-je namnak (Na mokrej drodze); nieopublikowane, powstało 1935

- Badania, teksty krytyczne, różne
  - Rubajjat-e hakim Omar-e Chajjam (Rubajaty mędrca Omara Chajjama) – 1923
  - Ensan wa hejwan (Człowiek i zwierzę) – 1924
  - Marg (Śmierć) – 1927
  - Fawajed-e gijahhori (Zalety wegetarianizmu) – 1927
  - Hekajat-e ba natidże (Opowiastka z morałem) – 1932
  - Taraneha-je Chajjam (Pieśni Chajjama) – 1934
  - Czajkowski (Czajkowski) – 1940
  - Dar piramun-e Loqat-e fars-e Asadi (O słowniku języka perskiego Asadiego) – 1940
  - Sziwe-je nowin dar tahqiq-e adabi (Nowa metoda badań literackich) – 1940
  - Dastan-e Naz (Historia Naz) – 1941
  - Sziweha-je nowin dar sze'r-e parsi (Nowe nurty w poezji perskiej) – 1941
  - recenzja filmu Mulla Nasruoddin – 1944
  - krytyka perskiero przekładu Rewizora Gogola – 1944
  - Czand nokte dar bare-je Wis-o Ramin (Parę uwag na temat [poematu] Wis i Ramin) – 1945
  - Pajam-e Kafka (Przesłanie Kafki) – 1948
  - Al-be`thatu-eslamija ell'al-belad'l Afrandżija (Misja muzułmańska krajach europejskich); b.d.

- Przekłady
  - Przemiana Franza Kafki; wspólnie z Hasanem Qaemianem – 1950
  - Agrest(?) – środkowe opowiadanie z trylogii Antona Czechowa "Mała trylogia" – 1931
  - Przekłady z języka pahlawijskiego:
    - Karname Ardashir-e-Papakan (Księga czynów Ardaszira [syna] Papakana) – 1943
    - Godżaste Abalisz – 1940
    - Amadan-e shah Bahram-e Wardżawand (Powrót szacha Bahrama Wardżawanda) – 1945
    - Zand wa Homan Jasn (Zand i Human Jasna) – 1944

## Przekłady na język polski
W języku polskim dostępne są powieść Ślepa sowa oraz kilkanaście opowiadań Hedajata.
Ślepa sowa w przekładzie wybitnej iranistki, dr Barbary Majewskiej, opublikowana została dwukrotnie: w 1978 „Literaturze na Świecie” nr 10(90) oraz w 1979 jako samodzielna pozycja książkowa nakładem wydawnictwa PIW.
Opowiadania ukazywały się na przestrzeni lat 1960–1999 na łamach kwartalnika "Przegląd Orientalistyczny" w latach 1960–1999 w przekładzie polskich iranistów:
- Alicji Kostek: "Dasz Akol" (tyt. oryginału داش اکل); "O kobiecie, co zgubiła męża" (tyt. oryginału زنی که مردش را گم کرد); "Stłuczone lusterko" (tyt. oryginału آئینه شکسته); "Trzy krople krwi" (tyt. oryginału سه قطره خون)
- Ewy Chwiłkowskiej: "Bezdomny pies" (tyt. oryginału سگ ولگرد)
- Zofii Józefowicz (Zofia Józefowicz-Czabak): "Abdżi Chanum" (tyt. oryginału آبجی خانم); "Garbaty Dawud" (tyt. oryginału داود گوژپشت); "Hadżi Morad" (tyt. oryginału حاجی مراد); "Jutro" (tyt. oryginału فردا)
- Franciszka Machalskiego: "Lale" (tyt. oryginału لاله)
- Barbary Majewskiej: "Hadżii Agha" cz. I. (tyt. oryginału حاجی آقا); "Pan Piszczałka" (tyt. oryginału وق وق صحاب) napisany wspólnie z Mas'udem Farzadem (مسعود فرزاد)
- Ivonny Nowickiej: "Pętla" (tyt. oryginału: بنبست); (jako Iwona Nowicka) "Przeklęte zamczysko" (tyt. oryginału گجسته دژ)
- Wojciecha Skalmowskiego (we współpracy z Jędrzejem Hamankiewiczem): "Baśń o stworzeniu świata" (tyt. oryginału افسانه آفرینش).